# Sacrifice (Black Widow-album)
 For alternative betydninger, se Sacrifice. (Se også artikler, som begynder med Sacrifice)
Sacrifice er det første album af det britiske hård rock/progressiv rock/folk rock-band Black Widow. Det kendes hovedsageligt for sangen "Come To The Sabbat". Bandet havde tidligere udgivet et album, Exclamation Mark, under navnet "Pesky Gee!".

## Spor
Alle spor skrevet af Gannon, bortset fra spor 3 og 8 af Gannon og Jones.
1. "In Ancient Days" (9:23)
2. "Way To Power" (4:08)
3. "Come To The Sabbat" (4:10)
4. "Conjuration" (5:52)
5. "Seduction" (4:40)
6. "Attack Of The Demon" (3:56)
7. "Sacrifice" (10:50)
8. "Come To The Sabbat (Single Edit)" (3:16)